# Xenozancla
Xenozancla là một chi bướm đêm thuộc họ Geometridae.